# Jan Kostka
Jan Kostka herbu Dąbrowa (łac. Ioanne Kostka de Stemberk; ur. 1529 w Sztembarku, zm. 31 maja 1581 w Jarosławiu) – sekretarz królewski od 1554, podskarbi ziem pruskich i ekonom malborski (1554), kasztelan gdański (1556), wojewoda sandomierski (1574), starosta malborski, płocki, golubski i lipieński.
Był synem Stanisława Kostki i Elżbiety Eulenburg. Studiował w Niemczech, Flandrii i Hiszpanii.

W 1568 roku Zygmunt II August postawił Jana Kostkę na czele świeżo powołanej Komisji Morskiej. Uczestniczył w organizacji polskiej floty wojennej. Był zwolennikiem unii Prus Królewskich z Koroną. Był sygnatariuszem aktu unii lubelskiej 1569 roku. Podpisał konfederację warszawską 1573 roku.
Dwukrotnie (1573, 1575) kandydat na króla Polski (za pierwszym razem ostatecznie poparł Henryka Walezego, którego elekcję potwierdził, za drugim Annę Jagiellonkę). Na zjeździe w Jędrzejowie w 1576 roku potwierdził wybór Stefana Batorego na króla Polski.
Pochowany w kościele Podwyższenia Krzyża Świętego w Lisewie obok swego ojca, Stanisława, wojewody chełmińskiego. Lisewo znajdowało się w starostwie lipieńskim (wówczas znanym także jako lipnowskie), trzymanym przez Kostków od 1530. Stanisław i Jan Kostkowie, kolejni starostowie lipieńscy, odbudowali jako swoją rezydencję dawny krzyżacki zamek w Lipienku i byli fundatorami szesnastobocznej, gotycko-renesansowej wieży lisewskiego kościoła. W 1591 rodzina Kostków ufundowała tam także zachowane do dziś renesansowe epitafium dla Jana.

## Życie prywatne

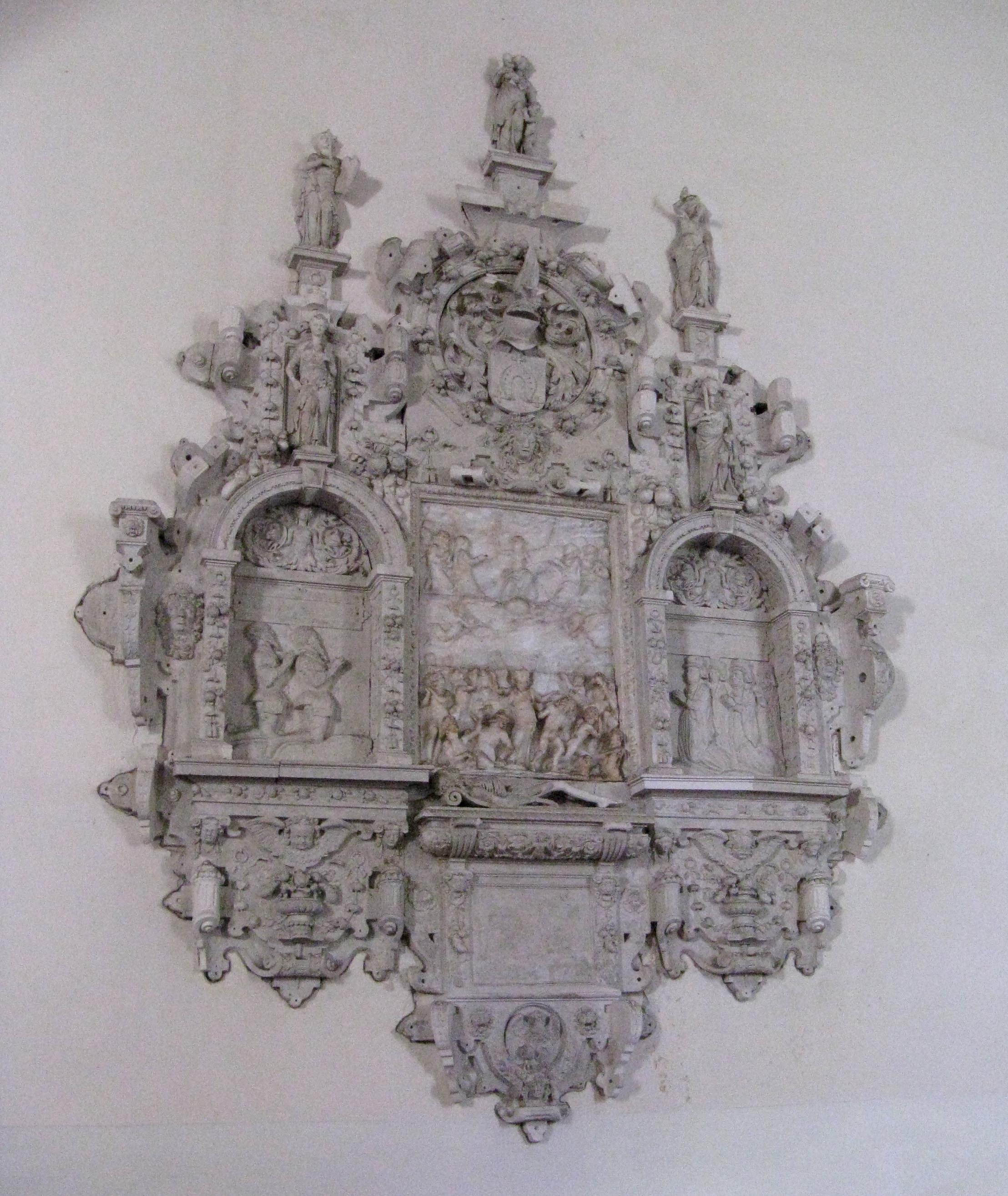
Epitafium Kostków z 1591 w kościele w Lisewie

Od 1555 był mężem Jadwigi Przerębskiej, z którą miał czworo dzieci:
- Stanisław Kostka,
- Jan I Kostka, starosta świecki i lipieński,
- Elżbieta Kostka Żalińska,
- Zofia Kostka.

Od 1575 był mężem Zofii Odrowąż, z którą miał czworo dzieci:
- Jan II Kostka, starosta lipieński,
- Anna Kostka Ostrogska,
- Katarzyna Sieniawska,
- Magdalena Kostka.

## Drzewo
| Iwan Ostrogski ∞ Maria Bielska                                                                    | Semen Holszański ∞ Anastazja Zbaraska (Nieświcka)                                                 | Jan Tarnowski ∞ Barbara                                             | Szydłowiecki ∞ X                                                    | Jakub Kostka ∞ Anna Rokus von Sehfelden                             | von Eulenburg ∞ X                                                   | Jan Odrowąż ∞ Anna Jarosławska-Tarnowska                              | Konrad III ∞ Anna Radziwiłłówna                                       |
| Konstanty Ostrogski (1460-1530) herbu Ostrogski ∞ Tatiana Holszańska (+1521) herbu Hippocentaurus | Konstanty Ostrogski (1460-1530) herbu Ostrogski ∞ Tatiana Holszańska (+1521) herbu Hippocentaurus | Jan Amor Tarnowski (1488–1561) herbu Leliwa ∞ Zofia Szydłowiecka    | Jan Amor Tarnowski (1488–1561) herbu Leliwa ∞ Zofia Szydłowiecka    | Stanisław Kostka (1487–1555) herbu Dąbrowa ∞ Elżbieta von Eulenburg | Stanisław Kostka (1487–1555) herbu Dąbrowa ∞ Elżbieta von Eulenburg | Stanisław Odrowąż (+1545) herbu Odrowąż ∞ Anna mazowiecka (1498–1557) | Stanisław Odrowąż (+1545) herbu Odrowąż ∞ Anna mazowiecka (1498–1557) |
| Konstanty Wasyl Ostrogski (1526–1608) ∞ Zofia Tarnowska (1534–1570)                               | Konstanty Wasyl Ostrogski (1526–1608) ∞ Zofia Tarnowska (1534–1570)                               | Konstanty Wasyl Ostrogski (1526–1608) ∞ Zofia Tarnowska (1534–1570) | Konstanty Wasyl Ostrogski (1526–1608) ∞ Zofia Tarnowska (1534–1570) | Jan Kostka (1529–1581) ∞ Zofia Odrowążówna (1540–1580)              | Jan Kostka (1529–1581) ∞ Zofia Odrowążówna (1540–1580)              | Jan Kostka (1529–1581) ∞ Zofia Odrowążówna (1540–1580)                | Jan Kostka (1529–1581) ∞ Zofia Odrowążówna (1540–1580)                |
| Aleksander Ostrogski (1570−1603) ∞ Anna Kostczanka (Kostka) (1575−1635)                           |                                                                                                   |                                                                     |                                                                     |                                                                     |                                                                     |                                                                       |                                                                       |
| Zofia Ostrogska (1595–1622) ∞ Stanisław Lubomirski (1583–1649)                                    |                                                                                                   |                                                                     |                                                                     |                                                                     |                                                                     |                                                                       |                                                                       |